# Walter Sydney Adams

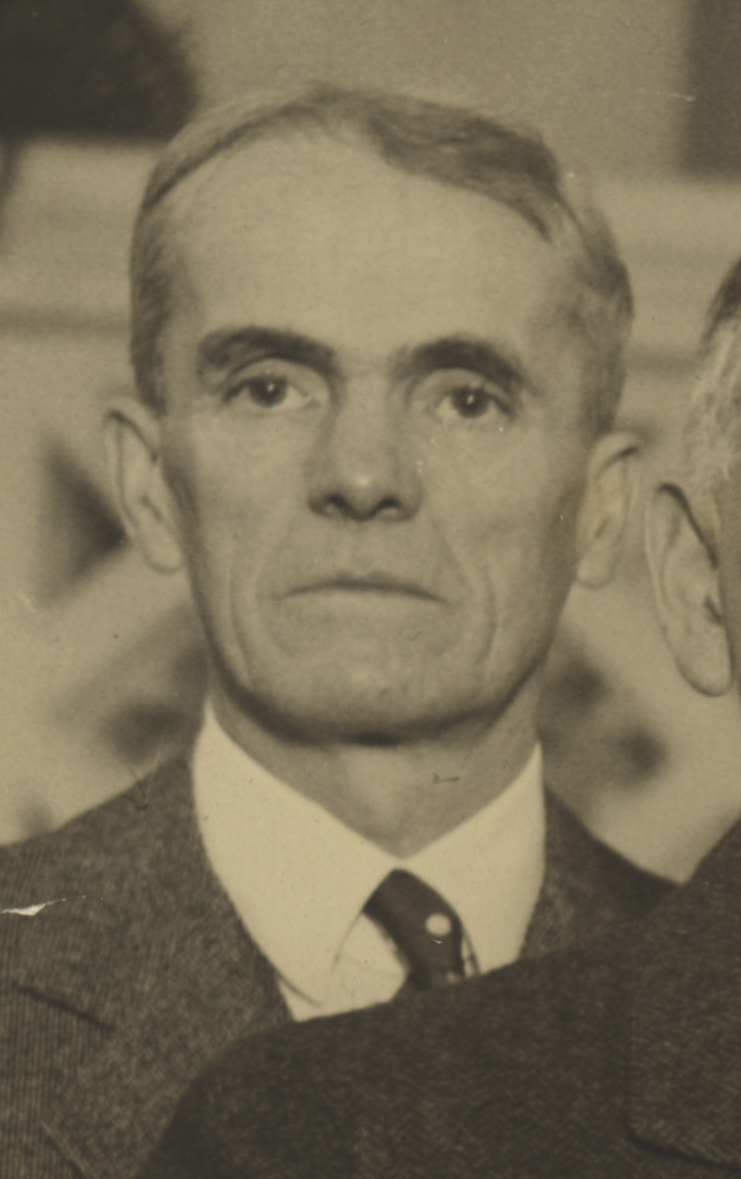
Walter Sydney Adams (1931)

Walter Sydney Adams (* 20. Dezember 1876 in Antakya, Türkei; † 11. Mai 1956 in Pasadena, USA) war ein US-amerikanischer Astronom. Er war von 1923 bis 1946 Direktor des Mount-Wilson-Observatoriums in Kalifornien.
Adams wurde von einer Missionsangehörigen der Mission von Antiochia, Syrien geboren und 1885 in die USA gebracht. Er absolvierte ein Studium am Dartmouth College, schloss 1898 ab und studierte danach in Deutschland weiter. Nach seiner Rückkehr in die USA wurde er schließlich Direktor des Mount-Wilson-Observatoriums.
Adams fand zusammen mit Arnold Kohlschütter einen Zusammenhang der relativen Intensität bestimmter Spektrallinien mit der Leuchtkraft eines Sterns. Er begründete damit die Möglichkeit der spektroskopischen Entfernungsbestimmung von Sternen (spektroskopische Parallaxe). Mit dieser Methode maß er die Distanz von hunderten von Sternen der Hauptreihe und von Riesensternen. Er entdeckte mit dem Stern Sirius B den ersten bekannten Weißen Zwerg und seine Messungen seiner gravitativen Rotverschiebung waren eine weitere Bestätigung der Allgemeinen Relativitätstheorie. Ferner wurde Adams durch die spektroskopischen Studien von Sonnenflecken und der Sonnenrotation bekannt.
Nach ihm wurden der Marskrater Adams und der Asteroid (3145) Walter Adams benannt.
Der Mondkrater Adams ist nach ihm sowie nach John Couch Adams und Charles Hitchcock Adams benannt.

## Auszeichnungen
- Mitglied der American Philosophical Society (1915)
- Goldmedaille der Royal Astronomical Society (1917)
- Mitglied der National Academy of Sciences (1917)
- Henry Draper Medal (1918)
- Mitglied der American Academy of Arts and Sciences (1922)
- Jules-Janssen-Preis (1926)
- Bruce Medal (1928)
- Mitglied der Académie des sciences (1935), "associé étranger" 1945
- Henry Norris Russell Lectureship (1947)